# Agustín Gómez-Arcos
Agustín Gómez-Arcos (ur. 15 stycznia 1939 w Almeríi, zm. 20 marca 1998 w Paryżu) – hiszpański pisarz.

## Życiorys
Pochodził z republikańskiej rodziny. W 1953 ukończył w Almerii studia licencjackie i przeniósł się do Barcelony. Studiował prawo, ale zrezygnował z niego dla teatru. W połowie lat 50. XX wieku przeniósł się do Madrytu, gdzie pracował jako aktor, reżyser teatralny i tłumacz. Jako dramatopisarz dwukrotnie otrzymał nagrodę im. Lope de Vega. Niektóre z jego prac zostały zakazane w Hiszpanii za czasów generała Franco. W 1966 wyemigrował do Londynu, a następnie do Paryża. Pisał głównie po francusku, często potępiając państwo frankistowskie. Pracował też jako tłumacz.
We wczesnych latach spędzonych w Hiszpanii napisał wiele sztuk wyróżniających się niecodzienną tematyką oraz wysoce nowatorską i nierealistyczną techniką teatralną. Po emigracji do Francji napisał powieści w języku francuskim. Połowa z nich to ataki na frankistowską Hiszpanię. Przyniosły mu znaczną liczbę czytelników we Francji, ale były niepopularne w Hiszpanii. Najbardziej udaną z tych powieści była Ana Non, która jest mniej kontrowersyjna i koncentruje się na żalu i żałobie wdowy, która straciła męża i synów w wojnie domowej. Książka opowiada o jej smutnej podróży przez obcą jej Hiszpanię w drodze na spotkanie z jej jedynym ocalałym synem, który siedzi w więzieniu. Znajduje go martwego. W świecie anglojęzycznym więcej uwagi poświęcono jego pierwszej powieści, The Carnivorous Lamb, która zawiera opis związku seksualnego między dwoma braćmi.

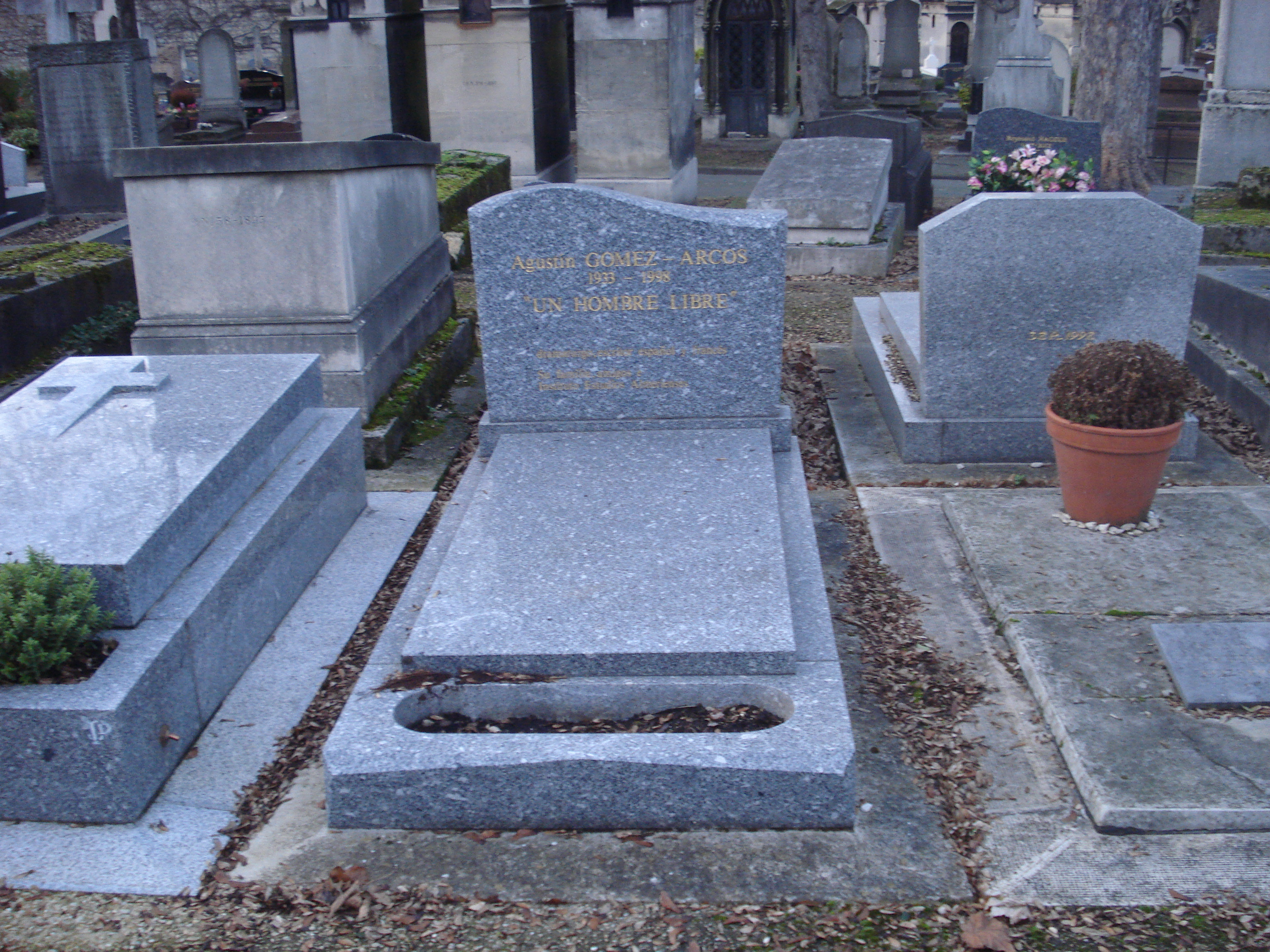
Nagrobek pisarza

Jego prace są częścią programu edukacyjnego francuskich szkół średnich. Zmarł na raka. Został pochowany na cmentarzu Montmartre.

## Powieści
- L’Agneau carnivore (1975) – otrzymał za nią Nagrodę Hermesa (przetłumaczona na angielski przez Williama Rodarmora jako The Carnivorous Lamb for David Godine, Boston 1984; ponowny wydruk w 2007, Arsenal Press, Vancouver)
- Maria Republica (1976)
- Ana non (1977) – otrzymał za nią Livre Inter Prize (1977), Roland Dorgelès Prize (1978) i Thyde Monnier Prize
- Scène de chasse (furtive) (1978)
- Pré-papa ou Roman de fées (1979)
- L’enfant miraculée (1981)
- L’enfant pain (1983)
- Un oiseau brûlé vif (1984) – przetłumaczona na angielski jako A Bird Burned Alive, 1988
- Bestiaire (1986)
- L’homme à genoux (1989)
- L’aveuglon (1990)
- Mère Justice (1992)
- La femme d’emprunt (1993)
- L’ange de chair (1995)